# Arena Monterrey
La Arena Monterrey es un estadio cubierto en Monterrey, Nuevo León, México. Es principalmente usada para conciertos, espectáculos y deportes techados como el fútbol rápido y el baloncesto. 
Esta Arena es operada por Zignia, una subsidiaria de Avalanz.

## Historia
En abril de 2001, el gobernador del estado de Nuevo León Fernando Canales Clariond invitó a 11 grupos de inversionistas a discutir la posibilidad de reiniciar la construcción de la arena. El 1 de junio de 2001 el gobernador anunció que solo había 5 grupos de inversionistas que tomarían el proyecto y tres semanas después Publimax S.A de C.V. fue anunciado ganador porque era el que poseía un mayor presupuesto para invertir en el proyecto ($600 millones de pesos). Para el último trimestre de 2003, el proyecto ya estaba casi terminado y el primer evento tuvo lugar el miércoles 27 de noviembre de 2003 con el concierto de Juan Gabriel.
El 3 de julio del 2005 sus instalaciones fueron usadas por TV Azteca en donde La arena Monterrey fue testigo de la gran final de la cuarta generación de La Academia.
El escenario de La Arena Monterrey se han presentado artistas internacionales de reconocimiento mundial como Def Leppard, Beyoncé, Demi Lovato, Mariah Carey, Jonas Brothers, Kanye West, Bruno Mars y Katy Perry, entre otros.
Como dato curioso, la cantante Jenni Rivera ofreció su último concierto en ese escenario en 2012.
La Arena Monterrey es icono de la ciudad por su estructura, diseño, capacidad y la variedad de eventos que año tras año alberga. En noviembre del 2016, celebró su 16 aniversario. A lo largo de estos años ha recibido alrededor de 18,000,000 millones de espectadores.

## Infraestructura
La Arena Monterrey cuenta con la infraestructura para realizar 150 eventos al año que atraen alrededor de dos millones de asistentes.
- Eventos por año: 150 eventos, entre deportivos, culturales, musicales y sociales.
- Capacidad: Hasta 17599 personas sentadas.
- Estacionamiento: 3300 cajones que son del recinto, y cerca de 7000 cajones más disponibles.

La actividad en la Arena Monterrey se concentra en eventos deportivos nacionales e internacionales, eventos culturales, convenciones, exposiciones, conciertos musicales de talle mundial y eventos privados.